# Dorcasta crassicornis
Dorcasta crassicornis är en skalbaggsart som beskrevs av Francis Polkinghorne Pascoe 1858. Dorcasta crassicornis ingår i släktet Dorcasta och familjen långhorningar.
Artens utbredningsområde är:
- El Salvador.
- Panama.

Inga underarter finns listade i Catalogue of Life.